# Нксумало, Сишайи
Сишайи Саймон (Симон) Нксумало (англ. Sishayi Nxumalo; 1936 — 25 февраля 2000) — свазилендский политический и государственный деятель, занимал пост исполняющего обязанности премьер-министра Свазиленда с 8 мая по 26 июля 1996 года. Министр финансов с 1983 по 1984 год.

## Биография
Образование получил в Свазиленде.
В 1962 году был в числе основателей и лидером (1962—1964) Демократической партии Свазиленда (SWADEPA). В 1964 году безуспешно участвовал в выборах президента партии. Затем стал членом монархического Национального движения Имбокодво.
Занимал государственные должности. В 1983—1984 годах работал министром финансов. Был министром горнодобывающей промышленности, торговли и промышленности Свазиленда. Ушёл в отставку после обвинений в коррупции и подготовке государственного переворота. Был посажен в тюрьму, но вышел по амнистии в конце 1985 года.
Позже исполнял функции вице-премьера страны. После возникших в Свазиленде народных волнений король Мсвати III отправил в отставку правительство Джеймсона Мбилини Дламини и поручил Нксумало занять его пост на три месяца.
В 1993—1998 годах руководил управлением рынка инвестиций.
Погиб 25 февраля 2000 года в результате дорожно-транспортного происшествия.